# Intitulacija
Intitulacija (iz latinskega intitulatio, naslavljanje)  je v diplomaciji uvodni del dokumenta, ki govori o njegovem izdajatelju. Vsebuje njegovo ime, položaj, funkcije in naslove in pri pomembnih osebah tudi devocijsko formulo. 

## Pomen
Intitulacija je vedno na samem začetku dokumenta  ali takoj za invokacijo. Intitulaciji običajno sledi napis s salutacijo ali promulgacijo. Titularna formula se začne z imenom izdajatelja, ki mu  sledijo devocijska formula in nazivi, funkcije ali čini, ki od 12. stoletja označujejo tudi teritorialne pristojnosti. Sam naslov se lahko začne tudi z osebnim zaimkom Jaz/Mi ali latinsko Ego/Nos. 
Od papeža Gregorja I. so papeži uporabljali naziv z nabožno formulo episcopus, servus servorum Dei (škof, služabnik božjih služabnikov). V intitulacijah papeških bul manjkajo zaporedne številke istoimenskih izdajateljev, ki so bile za posvetne založnike povsem običajne. Številke se pojavljalo samo v skrajšanih naslovih za besedo papa (papež),  na primer Eugenius papa IV. (papež Evgen IV.). V primeru papeževega lastnoročnega podpisa je navedena formula Ego N. catholice ecclesie episcopus ss. (Jaz, N., škof katoliške Cerkve, podpisan). V teh primerih se lahko na enem dokumentu najdejo tri različne oznake papeškega urada. 
Pri posvetnih vladarjih je del naslova nabožna formula Dei gratia, po Božji milosti. 
Pri soizdajateljih so naslovi navedeni in razvrščeni po socialnem statusu. Možno je tudi brezosebno obračanje, kot je Nos, scabini et cives civitatis XY (Mi svetniki in meščani mesta XY).